# Luftens Helte
| Portal | Portal:Disney |

Luftens Helte (eng. TaleSpin) er en amerikansk-produceret Disney tegnefilmserie – en spin-off af Junglebogen. Den blev første gang sendt i USA som en del af The Disney Afternoon(den amerikanske titel på Disney Sjov). Efter en optaktsudsendelse af The Disney Afternoon som blev sendt på Disney Channel i maj 1990, begyndte serien i september samme år. Det oprindelige koncept blev udformet i den indledende tv-film Plunder and Lightning, som senere blev omskabt til fire halv-times episoder. I USA blev serien ofte sendt alene i sin egen halv-times sendetid, eller som del af en to timer lang samling af serier kaldet The Disney Afternoon. I Danmark har serien flere gange været sendt som en del af det en time lange Disney Sjov som sendes på DR1. Luftens Helte sluttede på sin 65. episode i 1991. Serien har dog været genudsendt flere gange, både i USA og resten af verden
Et af seriens kendetegn er, at flere af figurerne er løst baserede på figurerne fra Disneys tegnefilmsversion af Junglebogen: i særdeleshed Baloo, seriens pilothelt der som den eneste karakter medvirker i alle episoder; Louie, ejeren af Baloos yndlingsbar; og Shere Khan, en industrimagnat som medvirker i mange episoder.
Serien var delvist baseret på et droppet aspekt af Rip, Rap og Rup på eventyr; nemlig at Max Motor ("Launchpad McQuack") oprindeligt ejede et luftfragtsfirma. Selvom han senere fandt vej ind i Darkwing Duck serien, blev Max Motor aldrig en del af Luftens Helte.
Mange aspekter af serien lader også til at være baseret på ABC serien Tales of the Gold Monkey fra 1982, deriblandt hovedidéen med en kæphøj pilot som flyver et lastfly og hans usikre forhold til sin kæreste, flyet og dragternes udseende, forhold til sekundære figurer og selv lagunens udseende.
Capcom har udgivet et computerspil om Luftens Helte på flere platforme, deriblandt NES, Game Boy og Sega Genesis.
Den kendte Joakim von And tegneserieforfatter og tegner Don Rosa har bidraget med episode 5 og episode 10.
Disney udgav de første 27 episoder (deriblandt det firedelte pilotafsnit) af Luftens Helte på DVD 29. august 2006.

## Geografi og årstal
Luftens Helte finder sted i den fiktive by Kap Suzette (et ordspil på pandekageretten Crêpes Suzette), en havneby beskyttet af store klipper, som der kun er en smal åbning imellem. Åbningen i klipperne bevogtes af luftværnsartilleri, for at forhindre urostiftere og luftpirater i at komme til byen. Figurerne i Luftens Helte er generelt antropomorfiske dyr.
Hvornår serien finder sted bliver aldrig tydelige afgjort, men den lader til at foregå i midten eller slutningen af 1930'erne; helikopteren, jetmotoren, og fjernsynet, er eksperimentelle opfindelser, det meste af arkitekturen minder om art Deco-stilen fra denne periode, og radioen er det primære massemedie. I en episode snakker personerne om den nyligt opfundne jetmotor og muligheden for at flyve hurtigere end lydens hastighed.
Desuden siger Baloo i en episode, at "the great war ended 20 years ago", eller på dansk, at "den store krig endte for 20 år siden". Dette er en reference til Første Verdenskrig, der som bekendt sluttede i 1918.
Der er dog også elementer af science-fiction, eksempelvis i afsnit fem, hvor robotten "Auto-Aviator" udvikler en form for kunstig intelligens, på et niveau som heller ikke eksisterede da serien blev skrevet.

## Handling
Serien handlede om piloten Baloos eventyr. Hans luftfragtfirma bliver opkøbt af Rebekka Clausen og omdøbt til 'Vinger til Leje'. En forældreløs dreng og tidligere luftpirat, Kim Luftskipper, knytter sig til Baloo og bliver hans navigatør. Sammen er de besætningen på Vinger til Lejes eneste fly, en modificeret Conwing L-16 kaldet Vildanden. Derfra følger serien Vinger til Leje og dets ansattes op- og nedture.
I deres eventyr stødte de ofte på en bande luftpirater ledet af den histrioniske Don Karnage, eller på repræsentanter fra Cembria, en parodi på den stalinistiske Sovjetunion, befolket af antropomorfiske vortesvin.
Forholdet mellem Baloo og Rebecca er til dels inspireret af 1930'ernes screwballkomediefilm.

## Personer

### Vinger til Leje
- Baloo (Kjeld Nørgaard), hovedsageligt baseret på læbebjørnen fra Disneys Junglebogen, men med en flyverkasket og gul trøje (og hænder med fire fingre i stedet for Junglebogs-Baloos kløer). Selvom han er doven og upålidelig er han også en udmærket pilot som er i stand til at udføre store vovestykker i luften (og har modet til at gøre det). Nogle af hans kendetegn fra Junglebogen er kommet med i serien, deriblandt at Kim kalder ham "Bamsebjørn", hvilket er et kælenavn som Mowgli gav ham. I Luftens Helte nedstammer Baloo (angiveligt) fra en rig familie siden han i en episode arver voldsomt mange penge (blot for at miste dem igen i afsnittets slutning, hvormed situationen vender tilbage til status quo). Hans navn kommer fra Hindi ordet for bjørn: bhālū (hindi:भालू /bʰɑːluː/).
- Kim Luftskipper (eng. Kit Cloudkicker) (Laus Høybye), en forældreløs brun bjørn som kun er cirka halvt så høj som Baloo, og tidligere luftpirat. Han bærer oftest en blå baseballkasket med rød kant samt en grøn sweater. Kim ser Baloo som en faderfigur, og flyver oftest som Vildandens navigatør. Kim Luftskippers oprindelige navn, Kit Cloudkicker, kommer oprindeligt fra en uproduceret Disney TVA serie kaldet Metro Mice, som havde to mus som detektiver: Colt Chedderson og Kit Colby. Metro Mice udviklede sig senere til Nøddepatruljen.
- Rebekka Clausen (eng. Rebecca Cunningham) (Vibeke Dueholm), en lille brun bjørn med langt brunt hår, bærer oftest slacks, en hvid bluse og pink-rød trøje. Hun er en skarpsindig og til tider hensynsløs forretningskvinde som køber Baloos luftfragtselskab og hans fly, hvormed hun skaber luftfragtfirmaet Vinger til Leje. Kan til tider være meget temperamentfuld; ofte er det Baloos dovenskab og meget liberale holdning til sit ansvar som får hende til at miste besindelsen.
- Molly Clausen (eng. Molly Cunningham) (Marie Schjeldal), Rebekkas datter. En rigtig arrigtrold som ikke er bange for at sige sin mening. Molly har gul pels og leger somme tider at hun er Supertøsen (heltinden i et populært børneprogram i radioen) mens hun er ude på eventyr med Kim og Baloo.
- Vildkat (eng. Wildcat) (Lars Thiesgaard), en ranglet, forvirret løve som går i typisk mekanikertøj. Han er Vinger til Leje's officielle mekaniker. Vildkat er ikke videre intelligent, men er ekstremt god til at reparere diverse udstyr – bl.a. samler han i en episode en smadret telefon på tre sekunder.

### Luftpirater
- Don Karnage (Lars Thiesgaard), leder af luftpiraterne og kaptajn for piraternes gigantiske luftskib Jerngribben. Han er en slags hundevæsen, men det er ikke tydeligt præcis hvilken slags han er; sjakal, dingo, ræv og prærieulv er alle populære teorier. Nogle har endda foreslået at han er en ulv/ræv hybrid, selvom seriens skabere har oplyst at han er en ulv. Han har en stærk accent.
- Hotdog (Lars Thiesgaard), radmagert hundevæsen med en "Fu Manchu" lignende moustache, ses oftest i selskab med Beton. Har en pivende, nasal stemme. På grund af hans spinkle kropsbygning mener nogle at han faktisk er en fritte eller væsel.
- Beton (Nis Bank-Mikkelsen), lader til at være Don Karnages sekundant siden har blev udråbt som kaptajn af Jerngribben af Don Karnage i dennes fravær i en episode, han er en hund som bærer høj hat. Mens han er blandt de mest hensynsløse luftpirater, er han også en af de dummeste.
- Gibber, pirat der hvisker sine råd i Don Karnage' øre. Han har aldrig talt højere end en mumlen
- Savtand, en stor gul kattelignende pirat som har dynamitstænger fastspændt omkring sine arme og har sine ører bundet sammen.
- Kurt ("Skotte"), en Skotsk Terrier, som er Jerngribbens pilot. Don Karnage' luftskib, Jerngribben (eng. Iron Vulture), skulle oprindeligt have heddet Sky Shark ("Himmelhajen"). Den havde også et meget mere fiskelignende udseende i sine tidlige udformninger. Den endelige udformning ser ud til at være inspireret af luftskibet Albatrossen fra 1961 filmatiseringen af Jules Vernes Master of the World. Både Albatrossen og Jerngribben ligner luftskibe, men med en række store propeller monteret på en næsten flad top – nærmest som en krydsning mellem et luftskib og en helikopter.

### Cembrianere
- Oberst Lynild (eng. Col. Ivanod Spigot) (Torben Zeller), et unaturligt lille vortesvin med Napoleonkompleks, der er leder af Cembrias militære styrker. Han regner sig selv som værende yderst berygtet og introducerer sig derfor altid med "Du har måske hørt om mig?".

### Andre
- Shere Khan (Nis Bank-Mikkelsen), en tiger som også var med i Junglebogen, men her står oprejst og går klædt i habit. Khan er en hensynsløs og ekstremt rig forretningsmand som er den absolutte økonomiske magt i Kap Suzette. Khan finder morskab i at presse små firmaer ud af markedet, og har til tider hyret luftpiraterne til at angribe sine konkurrenters fly og stjæle deres last. Interessant nok opfører Khan sig ikke altid som en direkte skurk, men lader snarere til udelukkende at være drevet af profit, snarere end en lyst til at være ond. Hans navn kommer fra hindustani: Shere eller Sher, dvs. løve/tiger (शेर; شیر;), og Khan, hvilket er en sydasiatisk titel eller efternavn (ख़ान; خان;).
- Louie (Peter Belli), også fra Junglebogen, er en orangutang som går klædt i hawaii-skjorte og ejer ø-restauranten 'Louie's', som ligger i nærheden af, men uden for beskyttelsen af, Kap Suzette. Restauranten befolkes af Louies familie.

### Danske stemmer
- Vibeke Dueholm – Rebekka
- Laus Høybye – Kim
- Kjeld Nørgaard – Baloo
- Lars Thiesgaard – Don Karnage, Vildkat, Hotdog, flere øvrige stemmer (Hr. Bugtenholdt)
- Nis Bank-Mikkelsen – Shere Khan, Beton
- Timm Mehrens
- Peter Belli – Louie
- Marie Schjeldal – Molly
- Torben Sekov – Oberst Lynild

Titelsangen bliver sunget af Michael Elo
- Instruktør (af danske stemmer) - Lars Thiesgaard
- Kreativ Supervidor - Kirsten Saabye
- Mix - Svend Christiansen
- Oversættelse (dialog) - Anne Vibeke Mortensen
- Oversættelse (sange) - Aase Moresco
- Producer - Svend Christiansen

## Episoder (ufuldstændige)
1. Det store luftcirkus
2. En iskold pilot
3. Spøgelsesskibet
4. En hval i knibe
5. En bjørn på prøve
6. En helt uden lige
7. Baron Baloo
8. Baloos andet jeg
9. Krudt og kanoner

### Louie's stemme
I 2001 sagsøgte enken efter Louis Prima, som oprindeligt havde lagt stemme til orangutangen i den engelske version af Junglebogen, Disney for "kontraktbrud, manglende betaling af procenter, uretfærdig berigelse, bedrageri og forsømmelig urigtig fremstilling".
Søgsmålet omhandlede procenter af profit fra salg af Junglebogen og uautoriseret brug af hendes mands stemme og dens lighed i serier som Luftens Helte (Jim Cummings' fremstilling af Primas stemme var næsten perfekt).
Selvom sagen blev afgjort uden om retten, har Disney siden valgt at undgå flere problemer og er holdt op med at bruge figuren i noget som helst andet.
Det var på grund af dette søgsmål at Louie var mistænkeligt fraværende i Junglebogen 2 (2003).

## Modtagelse
IGN rangerede Luftens Helte som den 81. bedste tegneserie på deres Top 100 Animated TV Shows.